# Fritz Steinbach
Pour les articles homonymes, voir Steinbach.
Fritz Steinbach (Grünsfeld, 17 juin 1855 - Munich, 13 août 1916) est un chef d'orchestre et compositeur allemand dont le nom est particulièrement associé au compositeur Johannes Brahms.

## Biographie
Fritz Steinbach est issu d'une famille de musiciens du Grand-duché de Bade et est le frère du chef d'orchestre Emil Steinbach. Il a étudié au Conservatoire de Leipzig et à Vienne. Parmi ses professeurs, on trouve Gustav Nottebohm (théorie et contrepoint) et Anton Door (piano). En 1886, il a succède à Richard Strauss à la tête du Meininger Hofkapelle, orchestre que Hans von Bülow entre 1881 et 1885, avait transformé en orchestre de premier plan. À Meiningen, Fritz Steinbach a travaillé en étroite collaboration avec Johannes Brahms, qui était de 1881 à 1896 un invité fréquent du duc George II et du Meininger Hofkapelle. Steinbach est devenu le plus connu des chefs dirigeant les œuvres de Brahms avec une approche la plus profonde. Il a établi une relation spéciale, toujours vivante aujourd'hui, entre Brahms et la ville de Meiningen.

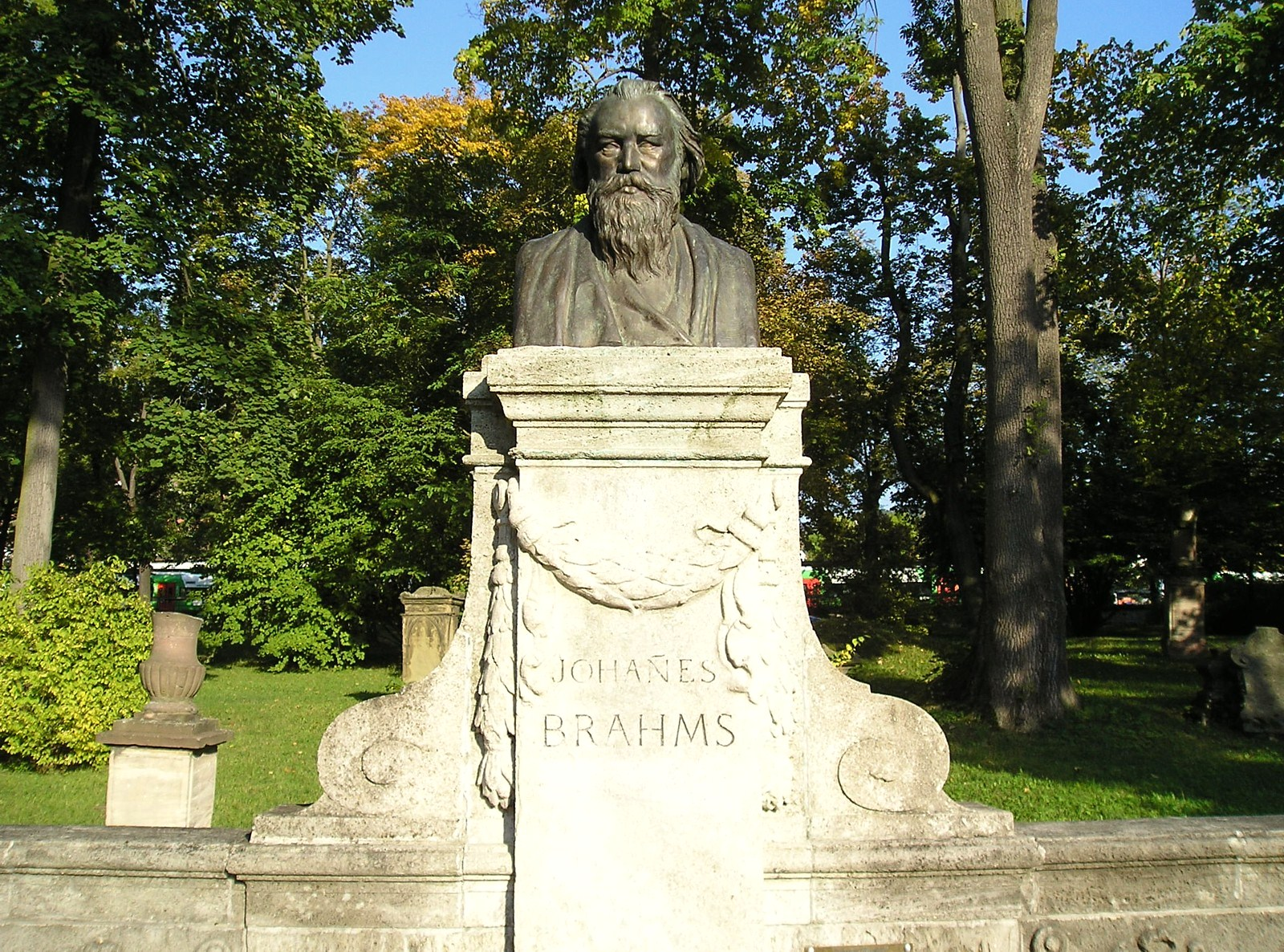
Monument à Brahms à Meiningen.

Steinbach a projeté de transformer Meiningen en une ville attachée à la personne de Brahms suivant le modèle de Bayreuth. Le projet comprenait la construction d'une salle de concert « Brahms » avec un conservatoire associé. Il a monté à cet effet en 1897, 1899 et 1903 trois festivals de musique de Saxe-Meiningen consacrés aux œuvres de Brahms, qui ont eu un grand succès, ont attiré de nombreux connaisseurs de Brahms et ont eu un grand retentissement dans le monde de la musique européenne. En 1897, Johannes Brahms en personne était présent comme invité d'honneur. Sous la direction de Fritz Steinbach, l'orchestre a fait une tournée en 1897 et a donné 297 concerts dans 85 villes en Suisse, Hollande, Danemark, Angleterre et Bohême. Steinbach a joué un rôle très actif dans la construction du premier monument que l'Allemagne a consacré  à Brahms, mémorial construit en 1899 par Adolf von Hildebrand à Meiningen.
Après l'échec de ses plans pour l'édification d'un conservatoire à Meiningen, Fritz Steinbach a déménagé au début de 1903 à Cologne pour diriger l'Orchestre du Gürzenich et a été nommé directeur du Conservatoire de Cologne. Il y a enseigné jusqu'en juillet 1914 la composition et la direction d'orchestre. Parmi ses élèves, on trouve entre autres Adolf Busch (pour la composition), Fritz Busch (pour la direction d'orchestre), Allard de Ridder, Karl Elmendorff, Hans Knappertsbusch, Franz Mittler (en), Karl Aagard Østvig (en), Albert van Raalte et Erwin Schulhoff. Fritz Steinbach s'est retiré ensuite à Munich, où il est mort en 1916 d'une crise cardiaque.
Il était le grand-oncle de Peter Maag.

## Œuvres
- Opus 7, Septuor en la majeur, pour hautbois, clarinette, cor, violon, alto, violoncelle et piano, Verlag Schotts Söhne, Mayence, 1882